# Raccord (cinéma)
Pour les articles homonymes, voir Raccord.
 (décembre 2023).
Au cours du tournage d’un film, pour des raisons d’organisation, la plupart du temps les plans de tournage ne sont pas enregistrés dans l’ordre où ils seront montés mais selon les indications du script, c'est-à-dire le « découpage technique ». Le plus souvent également, les tournages des différentes séquences que compte une scène, et les plans de tournage qui s’y rapportent, sont séparés, espacés dans le temps, filmés en fonction d’un planning dont la logique est plus économique et pratique qu’artistique. De cet éclatement du processus créatif dans le temps peut résulter un manque de cohérence dans les plans tournés, qui risque d’appauvrir l’œuvre et d’amoindrir sa crédibilité. Les différents éléments visuels que contient un film se doivent donc d’être raccord, un terme employé par les membres de l’équipe, essentiellement lors du tournage, mais aussi, en conséquence, lors du montage.

## Qu’est-ce qu’être raccord?
Quand on tourne une action menée par un personnage, ou une confrontation entre plusieurs personnages, tout élément visuel qui se remarque dans un plan (dans l’ordre chronologique du découpage technique) doit être vu à l’identique dans le plan suivant et ainsi qu’il était dans le plan précédent, il doit être « raccord ». Faute de cette précaution, la vraisemblance de l’ensemble des plans concernés peut être atteinte, voire détruite, et le spectateur sera perturbé dans sa réception du film.
Ces précautions concernent plusieurs éléments :

### Décors, accessoires raccord
Un objet qui est situé sur le plateau de tournage d’un plan et qui est, à un moment ou à un autre, prévu d'être dans le champ de la caméra, est un « objet raccord », qui doit être considéré comme intouchable (sauf par les comédiens à l’occasion de leur jeu). Par exemple, un gâteau ou des fruits dans une corbeille ne sont pas là pour calmer une petite faim qu’aurait un technicien ou un comédien. Ils sont frappés de l’appellation « raccord », ce qui veut dire qu’ils participent, à leur modeste niveau, à l’action filmée, et qu’ils doivent être réservés à cet usage. Un gâteau entamé, aperçu intact auparavant, n’est pas « raccord » si, dans le plan précédent, aucun des comédiens n’avait à jouer de le goûter.

Ce souci de ce qui « est raccord » et de ce qui ne l’est pas fait partie de la responsabilité des postes techniques concernés : décor, petits accessoires, accessoires spéciaux (armes, objets truqués), costumes, coiffure. Un poste spécifique a été créé depuis les années 1920, celui de scripte, avec les néologismes franglais script-girl, script-boy (en américain : script supervisor, ou continuity assistant ou continuity girl), un technicien qui coordonne les notes signalant des éléments « raccord », et supervise tous les détails qui assurent la vraisemblance et la continuité du récit. 
Cette surveillance de la continuité à l’intérieur d’une scène, et plus spécialement entre deux plans, est parfois mise à mal. C’est ainsi que dans le western El Dorado (film, 1966), réalisé par Howard Hawks, la scripte Charlsie Bryant a commis une erreur en ne remarquant pas que Robert Mitchum, dont le personnage de Jimmy est blessé à la jambe droite à 1 heure 30 du début du film, utilise sa béquille sous l’épaule droite à 1 heure 38, alors que sa blessure exigerait qu’il la mette du côté de la jambe valide, donc à gauche. À 1 heure 57, cette fois, Robert Mitchum tient la béquille du bon côté. La scripte a-t-elle craint d’adresser une remarque à cette vedette réputée ombrageuse ? Nul ne peut l’affirmer. Une seule chose est certaine : l’équipe artistique s’est aperçue de cette incohérence médicale après le tournage des scènes d’action en extérieurs nuit. Dans les séquences qui se déroulent à l’intérieur du bureau du shérif, tournées traditionnellement en studio après les scènes d’action, une séquence remet les pendules à l’heure, écrite en contre-feu (« faute avouée, faute à demi pardonnée »), et montre Cole (John Wayne), qui vient d’être blessé lui aussi à la jambe droite, faisant mine de prendre sa béquille sous l’aisselle droite. Jimmy (Robert Mitchum) l’interrompt alors : « Tu te trompes de bras ! », ce qui fâche Cole qui répond de manière véhémente : « Et comment le sais-tu, toi qui t’es servi de la tienne une fois sous un bras et une fois sous l’autre ? » Cette répartie boudeuse détonne un peu par rapport au climat dramatique du film, mais elle est apparue nécessaire à la production pour éviter les lazzis du public qui n’aurait pas manqué de remarquer l’erreur. Dans le plan final, les deux héros marchent dans la rue principale du bourg, cette fois en tenant chacun leur béquille du bon côté.
Encore plus visible qu’une béquille, un chapeau qu’aurait perdu un personnage dans des plans de bagarre, et qui se retrouve miraculeusement sur sa tête quand tout s’est calmé, peut faire sourire le spectateur. On peut imaginer que le personnage l’a récupéré durant le déroulement d’un plan où il ne figurait pas, mais il vaut mieux, pour des raisons de cohérence, que ce personnage ramasse son couvre-chef, comme on dit, « à l’image ».
Le jeu qui consiste à rechercher ce type d’erreurs dans un film, et d'autres erreurs qui ne sont pas à proprement parler des faux raccords, est à l'origine d’une série de vidéos intitulée Faux Raccord, qui est diffusée sur Allociné, et des articles publiés sur le site Erreurs de Films.

### Raccords lumière
Le directeur de la photographie, ou chef opérateur, est le maître des lumières sur un plateau, aussi bien en intérieur qu’en extérieur. C’est lui, à la suite de la préparation et des repérages qu’il a faits avec le réalisateur, qui a prévu le matériel d’éclairage que les électriciens, sous la direction du chef électricien (nommé parfois éclairagiste), vont charger dans leurs camions-lumières. Sur le terrain, la mise en place des unités d’éclairage dépend de lui mais aussi des éventuels changements ou adaptations du jeu de scène décidés par le réalisateur. En principe, doublé par un travail identique de la scripte, le chef opérateur note les implantations de ses éclairages et la puissance des projecteurs mis en batterie. Si, plus tard, pour différentes raisons, il y a retake (retournage) d’un ou plusieurs plans, il saura retrouver l’ambiance lumineuse exacte des plans réussis auparavant. Mais au cours même du tournage groupé de plusieurs plans, il doit veiller à ce que les éclairages soient raccord d’un plan à l’autre. Sinon, au montage, le défaut peut obliger le monteur à supprimer un plan « pas raccord lumière », ce qui peut présenter un problème pour la compréhension future du récit.
Cependant, si le choix du réalisateur est de faire éclairer tous les plans d’une séquence selon un style différent du reste de la scène, il lui faut prévoir dans son découpage technique une composition spécifique de cette partie, la traiter en plans dont les cadrages sont originaux, on pourrait dire une mise en page spéciale ; en fait, il faut accentuer l’aspect non raccord des lumières, afin que cela participe au spectacle proposé.
C’est ainsi que dans E.T. l'extraterrestre, lorsque l’extra-terrestre est ramené quasi mourant chez le petit Elliot, la lumière du soir est tamisée, laiteuse, le gris domine, l’image douce est traitée avec un filtre de réduction de contraste. En revanche, dans la même scène, lorsque les scientifiques surgissent par les portes et les fenêtres, ils projettent de violentes lumières d’un bleu électrique, intrusion chromatique voulue que renforcent les bruits et les cris. Tout de suite après (à 1 heure 18 du début du film), des plans très contrastés sur fond de ciel rouge, soutenus par une musique rythmée où dominent trombones et timbales, montrent l’arrivée en troupe disciplinée de techniciens et de policiers. Les séquences se déroulent pourtant au même moment, et les lumières ne sont donc pas raccord. Mais elles obéissent alors à une nécessité plus importante : la dramaturgie. La réalité affective est que E.T. est moribond, au grand chagrin d’Elliot, la réalité scientifique est que E.T. est peut-être porteur d’une maladie inconnue et mortelle, provenant de l’espace, et qu’il faudra vaincre. La cassure du point de vue s’exprime par la lumière.
Mais en règle générale, le « dir’phot’ », comme on le nomme parfois dans le jargon d’une équipe de tournage, ne doit pas éclairer violemment un plan qui fait partie d’une série de plans plutôt obscurs. Il doit se garder de diriger inconsidérément ses lumières dans n’importe quel sens, même si cela lui semble plus pratique, le spectateur ne comprendra pas pourquoi la direction de la lumière n’est soudainement plus la même. Enfin, il doit veiller à ce que la température de couleur des projecteurs respecte l’unité d’un lieu et l’heure présumée. Une dominance verte dans une série de plans à dominance rouge apparaîtra comme hétérogène, et le plan fautif sera peut-être en conséquence supprimé au montage. Certes, des corrections, aussi bien de luminosité que de chromatisme, peuvent être apportées efficacement après le montage, lors des finitions qui mènent au film définitif, mais il n’y a pas de miracle, et la responsabilité du directeur de la photographie est totale.

### Déplacements et regards raccord
Dans les années 1910, le cinéma se structure en industrie. Le nombre de salles de projection est multiplié par dix, voire plus. Et pourtant, les tournages s’effectuent en dehors de toute norme. Les réalisateurs improvisent comme avant, alors que la longueur standard des films passe de une bobine ou deux à quatre ou six bobines, et même plus (à l’époque, une bobine de 300 mètres dure environ 15 minutes en projection ; Naissance d'une nation, par exemple, sorti en 1915, comprend 12 bobines). Le métier de cinéaste s’exerce dans une joyeuse confusion, les erreurs sont nombreuses. C’est le producteur et réalisateur américain Thomas Harper Ince qui comprend qu'« il faut préparer avec précision les tournages, jusqu’aux plans les plus simples. Il faut prévoir les axes de prise de vue et les grosseurs de plan désirées afin de limiter les constructions de décor aux parties qui seront en fin de compte filmées. Thomas Ince s'impose à lui-même et aux cinéastes des films qu’il produit la rédaction préalable d’un shooting script, en français découpage technique, qui découpe le scénario en plans, lesquels sont décrits en détail (lumière, cadrage, etc.) ».

## Règles, recommandations et interdictions
Plusieurs règles ont été instituées, conseils à suivre ou pures et simples interdictions, dans le cinéma américain des années 1920 pour éviter les problèmes que la maladresse d’un réalisateur peut provoquer en post-production, au moment du montage, quand il est parfois trop tard pour réagir, ou trop onéreux (retakes). Ces règles sont toutes issues de la même, dite « règle des 180° ».

Ce schéma montre les positions possibles de la caméra sur les 360° qui entourent deux personnages. La ligne des 180° est une ligne imaginaire qui passe par eux. Si un plan est tourné dans la partie rose, la caméra doit filmer le plan suivant en restant dans la partie rose. La partie verte est interdite (ou déconseillée) car il y aura alors inversion des déplacements des personnages ou de leur position, et, pour des plans serrés, divergence éventuelle des regards.

### Raccord de déplacement
Encore aujourd’hui, une règle est enseignée aux réalisateurs débutants, qui dit que s’ils font sortir du champ par la droite un personnage qu’ils retrouveront dans le plan suivant (suite logique), il leur faudra faire entrer le personnage dans le champ de ce second plan par la gauche afin que la trajectoire de déplacement soit toujours dans le même sens : de gauche à droite. Et vice-versa. « Au sein de plans successifs, les déplacements des personnages s’effectuent dans le même sens. »

### Raccord de positionnement
Lev Koulechov, réalisateur et théoricien du cinéma soviétique, demande à ses élèves de respecter la « géographie » de l’action. Par exemple, quand on filme deux personnages, il faut déterminer, avant tournage, énonce-t-il, ce qui sera « l’angle général pour le tournage de la séquence entière ». Et il faudra ensuite imaginer les autres cadrages en fonction de cet angle général. C’est ce que les cinéastes américains avaient auparavant désigné par la règle des 180°. « Lorsque l’on filme deux personnages qui se font face en champ/contrechamp, la caméra ne doit pas franchir la ligne imaginaire qui réunit ces personnages. »
Autrement dit, si lors du premier plan filmé, la caméra se situe à la gauche du personnage A, les plans suivants, y compris le contrechamp de ce plan, devront être tournés avec la caméra toujours du côté gauche du personnage A. Il s’agit bien entendu d’une règle qui concerne un découpage en plans fixes. Si la règle n’est pas suivie, donc si la caméra franchit la ligne imaginaire qui relie les deux personnages, tournant un autre plan fixe où elle serait à droite du personnage A, Lev Koulechov conclut que « la géographie de l’action n’est pas claire puisqu’au cours de la prise de vues nous avons gravement porté atteinte à la direction (angle) générale de prise de vues… Qui est à gauche, qui est à droite, vers où regardent les personnages ? Impossible de le savoir. » Le passage des 180° d’un plan au plan suivant fait effectivement qu’un personnage placé à gauche du cadre sera cette fois à droite du cadre.

### Raccord des regards
Dans la réalité, les regards de deux ou plusieurs personnages en situation de discussion ou de confrontation, se croisent entre eux dans l’espace et un observateur extérieur remarque sans ambiguïté que les personnages sont tournés l’un vers l’autre. A regarde B droit dans les yeux, même si à un moment ou à un autre, il les baisse par sujétion. En termes d’axe de prise de vues, la vraisemblance oblige le cinéaste à reconstituer ce croisement des regards lorsque les personnages sont filmés individuellement dans cette situation. Dans un plan large, si A regarde B selon un regard de droite à gauche, il faudra, pour tourner un plan plus serré sur A, que le réalisateur dispose la caméra de façon que A regarde toujours de droite à gauche. Symétriquement, son vis-à-vis, B, devra regarder de gauche à droite. Le spectateur aura ainsi l’impression que le face à face se continue dans les plans serrés, grâce à la convergence des regards.
Mais si le réalisateur ignore ou feint d’ignorer cette nécessité de raccord des regards, s’il franchit la fameuse ligne des 180°, si le personnage A regarde de droite à gauche, le personnage B lui aussi va regarder de droite à gauche. Il en résulte l’idée implicite pour le public que « les personnages paraissent regarder dans la même direction vers un hors-champ indéterminé, leur regard ne « croise » pas d’un plan à l’autre (la gêne est flagrante lorsque les personnages sont cadrés isolément). »

## Transgression des règles

### Raccord de déplacement
Cette règle est très souvent transgressée pour des raisons esthétiques ou pratiques. Le personnage, qui s’est déplacé de gauche à droite dans un plan, se déplace dans le plan suivant (qui en est pourtant la continuité) de droite à gauche. Le raccord de déplacement n’a pas été respecté. L’axe de prise de vues de ce dernier plan a été estimé par le réalisateur plus intéressant que l’axe qui permettrait le raccord de déplacement. Cette transgression comporte moins d’effets négatifs (mais où va-t-il ?) qu’une obéissance aveugle à cette règle, dont le résultat serait un plan raccord mais banal.
D’autre part, la logique d’un film est essentiellement tournée vers les personnages, et notamment le ou les protagonistes. Cette logique est affaire de dramaturgie. La trajectoire physique d’un personnage à l’intérieur d’un plan ou d’une séquence doit s’effacer devant la nécessité qu’ont tous les personnages d’un récit, qui est d’atteindre l’objectif qui fera que sa vie sera autre : « les ingrédients sont toujours les mêmes : amour, malheur, pauvreté, malchance, injustice, traîtrises, etc. » Ses motivations sont morales ; ses actions sont dictées par les nombreux obstacles que le scénariste a pris la précaution de semer comme autant de coups d’arrêt ; s’il doit courir, fuir, poursuivre, c’est aussi parce que son antagoniste, qui vise le même but, s’évertue à contrecarrer ses efforts. Le raccord de déplacement semble plutôt anodin dans un film bien construit au niveau de la dramaturgie. Ainsi, « les maîtres d’autrefois ne s’y sont pas toujours tenus et les cinéastes d’aujourd’hui l’oublient quelquefois… »

### Raccord de positionnement
Cette règle est souvent bousculée. Un personnage A est vu à droite du cadrage, tandis qu’il rencontre B, un autre personnage, placé à gauche du cadrage. Dans le plan suivant, pourtant suite temporelle logique, le raccord de positionnement n’est pas respecté : cette fois A est positionné à gauche et B à droite, la ligne des 180° ayant été franchie.
Les raisons de ce choix sont multiples. Ou le réalisateur pense qu’il doit résoudre d’autres problèmes plus importants quant au ton de la scène, à son rythme, aux petits gestes qu’il faut souffler aux comédiens, etc. Ou alors, la topographie du lieu de tournage est plus propice, ou dramatiquement plus intéressante, en violant ce type de raccord.
Lev Koulechov, qui interdit que le réalisateur malmène « l’angle général pour le tournage de la séquence entière », semble s’apercevoir des limites d’une telle interdiction et prendre conscience de la priorité qu’un cinéaste doit à la dramaturgie. Aussi, admet-il qu’« évidemment, nous avons affaire ici à une "exception" à la règle que nous venons de définir : quand la direction générale de prise de vues ne nous montre pas ce qu’il est nécessaire de faire voir, il convient d’abandonner momentanément la direction générale de prise de vues, tout en vérifiant soigneusement le nouvel angle de prise de vues adopté. ». Plus simplement, le réalisateur peut estimer qu’aucun spectateur ne confondra son comédien principal, grand et brun, avec sa comédienne, petite et blonde, même si, en inversant l’axe de la prise de vues, les deux acteurs sont tantôt d’un côté du cadrage, tantôt de l’autre.
Note : Dans les retransmissions et enregistrements télévisuels de matches sportifs, le dispositif d’implantation des caméras est toujours situé du même côté du terrain, afin que la latéralisation des buts soit clairement et instantanément identifiée par les téléspectateurs. Ainsi, dans un match de foot, les buts de chaque équipe seront toujours situés du même côté du cadrage jusqu’à la mi-temps, après laquelle ils seront inversés. Une ou plusieurs caméras sont parfois placées du côté opposé afin d'avoir des angles alternatifs, c’est le cas notamment des prises de vues à l’aide d’un système mobile du type Speedtrack. Lorsqu'une action est montrée avec l'une de ces caméras, l'écran affiche un avertissement (du genre reverse angle) afin de ne pas déstabiliser les téléspectateurs, puisque l’action qui va être vue, ou plus généralement revue, a subi une inversion de la position des buts.

### Raccord des regards
Le raccord des regards fonctionne de la même façon que le raccord de déplacement et il est de même, en général, respecté autant qu’il est souvent transgressé. Mais si le raccord de déplacement peut induire une fausse impression : « un personnage qui passe de droite à gauche dans un plan puis de gauche à droite dans le suivant, donne le sentiment de revenir sur ses pas », ce « sentiment » sera certainement effacé par la logique dramatique du récit (le spectateur n’a aucune raison de penser que le personnage revient sur ses pas). Qu’en est-il, en revanche, du raccord des regards ? Et notamment dans la configuration du champ/contrechamp. Il est vrai, comme le remarque Vincent Pinel, que des regards « parallèles » sur des personnages filmés en plans serrés (du plan américain au gros plan), créés par un non-respect de la latéralisation des angles de prise de vues (règle des 180°), ne donnent pas l’impression que les comédiens se font face, et apportent la sensation dévoyée qu’ils regardent un hypothétique troisième personnage, alors qu’ils sont seuls ainsi que l’attestent les plans plus larges où l’on peut les voir tous les deux.
Ce regard sans vis-à-vis réel peut effectivement gêner la perception de l’action par le spectateur et diminuer la force narrative. Ainsi que le précise encore Vincent Pinel, cette gêne est moins forte si l’alternance champ/contrechamp est soulignée par la position « en amorce » (en bord cadre) du second personnage lorsque l’on filme le premier, et inversement. En l’absence de cette précaution, le spectateur risque d’être dérouté et penser qu’un troisième personnage vient d’entrer, que les deux précédents viennent d’apercevoir, et il s’attend donc à un plan – qui ne viendra pas, bien sûr – qui découvrirait ce troisième larron.
C’est l’impression que l’on ressent souvent dans les films de Marcel Pagnol des années 1930 aux années 1950. Cet auteur de théâtre à succès refusait avec affectation d’admettre que le cinéma avait son propre langage, et comme le souligne l’historien du cinéma Georges Sadoul, il « avait vu dans le Parlant un moyen de « mettre le théâtre en conserve » pour le livrer à un très gros public. » En effet, Marcel Pagnol ne se pliait pas aux règles auxquelles pourtant tous les cinéastes français avaient tendance à obéir, d’autant qu’il était lui-même producteur de ses films et ne subissait ainsi nulle contrainte hiérarchique. Pourtant, ses films ont été d’énormes succès publics, malgré les inobservances des règles de raccord. Ce qui fait corriger à Georges Sadoul son jugement négatif : « Sans doute Pagnol y méprisait-il toujours la technique, mais cette lacune était largement compensée par la belle écriture du dialogue, la justesse de son ton, l’authenticité des décors (le plus souvent naturels), l’humanité des caractères et la parfaite direction d’excellents acteurs. »

## Autres règles de raccord

### Raccord dans l’axe
Lorsque le réalisateur désire se rapprocher de ses personnages au cours d’une séquence, il peut choisir de tourner deux plans qui reprennent la même action en la filmant selon exactement le même axe de prise de vues, mais le premier sera large (plan demi-ensemble, plan moyen), et suivi d’un second, plus « serré » (plan américain, mi-moyen, plan rapproché). Ces deux plans seront plus tard montés, le second succédant au premier. Bien entendu, les actions redoublées pendant les deux prises de vues, ainsi que les dialogues, seront dédoublées, et les deux plans seront raccord, à condition que le moment choisi au montage pour passer d’un plan à l’autre ne présente pas des gestes contradictoires. Exemple : si, dans le premier plan, le personnage lève la main, le second ne peut être raccordé à celui-ci qu’à un moment où le personnage a la main levée, ou s’apprête à la baisser. Sinon, le geste manquant ou la position incongrue sont ressentis par le spectateur comme autant d’incidents techniques.
Un raccord dans l’axe particulier est « l’échelle de plans », quand plusieurs plans axés sur le même sujet et de plus en plus serrés sur lui (rapprochement de la caméra ou changement d’optique), sont ensuite montés l’un derrière l’autre, très courts, pour provoquer un choc visuel. Ainsi, dans Les Oiseaux, « quand la mère de Mitch se rend chez un voisin et qu’elle découvre qu’il a été tué et énucléé par une attaque de volatiles, une échelle de plans sur le cadavre traduit le traumatisme de la femme qui en reste muette sur le coup et ne peut exprimer son horreur qu’après une course folle dans sa voiture. Dans les films d’action, les échelles de plans marquent souvent, en se rapprochant des armes, les tirs meurtriers et toute autre démonstration de violence, telle que les attaques des arts martiaux. L’échelle de plan ne porte pas à confusion car elle se fait toujours sur le même sujet, dans des effets à deux ou trois cadrages "en raccord dans l’axe". » La rapidité est telle que, s’il manque éventuellement une partie du geste, le résultat est ressenti par le spectateur comme un geste ultra-rapide qu’il n’a pas eu le temps d’apercevoir, car trop furtif.

### Règle des 30°
Lorsque le réalisateur change l’axe de prise de vues sur un groupe de personnages et veut tourner un plan qui a la « même valeur » que le précédent, c’est-à-dire que, par rapport aux personnages, il est cadré à la même dimension (en plan américain, ou plan moyen, ou plan de demi-ensemble), si le nouvel axe de prise de vues est proche du premier, formant avec lui un angle inférieur à 30°, le résultat sera une saute identique au plan sur plan et fera un jump-cut involontaire, donc sans but esthétique et, de plus, déplaisant à l’œil. La règle des 30° n’est pas ignorée aussi systématiquement que celle des 180°. Lev Koulechov, professeur de cinéma lucide, préfère l’imposer, car, écrit-il, « l’expérience a démontré la pleine incapacité des jeunes cinéastes à ne pas enfreindre la mise en scène. Toutefois, respectant cette règle, n’ayez crainte, lorsque cela est nécessaire, de dévier légèrement l’angle de prise de vues (jusqu’à 45°). »
Il faut noter que la violation de la règle des 30° ne produit qu’un effet de panne technique (comme s'il y avait eu une coupure accidentelle de la copie, survenue lors d’une projection, et une réparation à la colle) et que les « jeunes » cinéastes (Jean-Luc Godard, Quentin Tarantino, par exemple) préfèrent malmener toutes les règles de raccord de façon plus explicite et spectaculaire.

## Raccords au montage
Le montage est la mise bout à bout, dans l’ordre du scénario, des plans que le réalisateur a récoltés pendant le tournage, qui correspondent en gros à ce qu’il avait prévu de filmer durant les repérages et la préparation de son découpage. « En nous préparant au tournage d’une scène, nous pensons tout le temps au montage qui nous attend. Le montage doit toujours être pris en considération, dans le scénario et le script, pendant les répétitions et en cours de prise de vues. Autrement, il sera très difficile, sinon impossible, de monter la scène. »
Le montage est une phase cruciale de la conception d’un film. Avec le monteur ou la monteuse, le réalisateur choisit les meilleures des prises déjà sélectionnées durant le tournage et en garde les parties actives, « nettoyées », comme on dit, de l’annonce (clap), de l’ordre « Action ! » et de l’interruption « Coupez ! ». Pour confectionner ce bout à bout que l’on appelle un « ours », le monteur raccorde les plans les uns aux autres, en faisant tomber les parties qui se recoupent car, lors du tournage, les plans sont lancés en reprenant les dernières phrases du dialogue précédent, et se continuent sur les phrases concernant le plan suivant, afin que la liaison d’un plan à l’autre puisse se faire plus ou moins en amont ou en aval, au choix.
Lors de cette opération, le monteur est déjà confronté aux problèmes de raccord, surtout si le réalisateur a pensé naïvement que « tout s’arrangera au montage ». Ce qu’expose avec son sens de la poésie le poète et cinéaste Jean Cocteau : « le montage escamotera mes fautes et le peu d'importance que j'attache à l'exactitude des raccords. (Ce qui concerne Lucienne, ma scripte.) Trop de soin, aucune porte ouverte au hasard, effarouchent la poésie, déjà si difficile à prendre au piège. On l'apprivoise avec un peu d'imprévu. Des arbres où il n'y aura pas d'arbres, un objet qui change de place, un chapeau enlevé qui se retrouve sur la tête, bref une crevasse dans le mur et la poésie pénètre. »
Le but du montage est de provoquer la fluidité du langage, ou plutôt une illusion de cette fluidité. Mais au début du cinéma, ce n’était pas le cas. Georges Méliès, par exemple, concevait ses spectacles dans la tradition du music-hall, puisque c’est dans ce milieu qu’il avait commencé ses activités comme illusionniste. Ce qu’il voulait, c’était concevoir un film comme une suite de « tableaux » (ainsi que l'on appelle les différentes parties d'un spectacle de music-hall) que l’on aurait pu imaginer sur une scène. C’est pour cette raison qu’il n’avait pas eu l’idée que ce qu’il filmait pouvait l’être en plusieurs prises de vues, différentes dans leur cadrage, ce que l’on nomme depuis longtemps en français des plans. Méliès filmait donc en « tableaux », des images qui, pour l’essentiel, reconstituaient le point de vue d’un spectateur au théâtre, « qui voit tout le décor, du cintre à la rampe. » Pas de gros plan, pas d’actions découpées en plusieurs plans. Lorsqu’il mettait bout à bout plusieurs tableaux, c’était dans son esprit, non pas du montage (l’idée viendra d’Angleterre, plus précisément des cinéastes de l’École de Brighton), mais un simple changement de décor comme cela se faisait couramment au music-hall.
Il y voyait cependant une différence essentielle, qui venait du mode enregistré des films (contrairement au spectacle vivant) : le passage d’un décor à l’autre se faisait par ce bout à bout des différents tableaux, produisant ce que Méliès nommait un « changement à vue » « , selon la dénomination théâtrale, comme si d’habiles machinistes, au vu et au su du public, remplaçaient vite fait une feuille de décor par une autre. »
Mais ce passage brutal d’un décor à l’autre le gênait en sa qualité d’homme de la scène. Il ne pouvait pas parler de « faux raccord », cela n’aurait eu aucun sens à son époque, mais il le ressentait comme une brusquerie visuelle qu’on imposait au spectateur. Les changements de décor au music-hall sont accompagnés d’une fermeture de rideau, suivie, après transformation, d’une réouverture. Georges Méliès fit de même dans ses films : afin de ne pas agresser l’œil de ses spectateurs, il obtint la fermeture de rideau et la réouverture par un  fondu de fermeture, suivi d’un fondu d’ouverture, bientôt croisés dans un fondu  enchaîné, des techniques qu’il importa de la lanterne magique et qu’il fut le premier à adapter au cinéma. Depuis, les spectateurs de cinéma ont pris l’habitude du passage brutal d’un plan à un autre, qui est le b.a-ba du langage filmique. « Nous interprétons sans aucun effort ces images juxtaposées, ce langage. Mais ce rapport très simple auquel nous ne prêtons plus aucune attention, ce rapport automatique, réflexe, qui fait partie de notre système de perception comme une sorte de sens supplémentaire, a constitué [...] une révolution discrète mais réelle. »
Pour rendre le montage « transparent », bien que la technique soit effectivement brutale (on parle de « coupe », cut en anglais), le monteur doit intervenir sur ce qui a inspiré les règles énumérées précédemment. C'est ce que décrit Walter Murch, monteur d'Apocalypse Now et du Patient anglais : « Chaque journée de travail est dévolue à des activités qui, chacune à leur manière, servent à éclairer notre chemin : projections, discussions, rembobinages, nouvelles projections, discussions, plans de travail, classement de plans, prises de notes, archivage de mille idées longuement méditées. Un temps de préparation considérable précède donc l’instant décisif et insaisissable de l’action : le raccord – la transition entre un plan et celui qui suit, un geste qui devra finalement sembler évident, simple et aisé, voire passer inaperçu. »

### Raccord dans le mouvement
Walter Murch détermine une priorité dans le choix qu'il fait d'un raccord au montage : « Le raccord idéal (selon moi) est avant tout celui qui remplit les six critères suivants : 
1/ il est juste en termes d’émotion ;
2/ il sert l’histoire ;
3/ il intervient à un moment intéressant et « juste » en termes de rythme ;
4/ il tient compte de ce qu’on peut appeler la « trace des yeux » - l’endroit du cadre où le public concentre son attention, et ses divers déplacements ;
5/ il respecte la planéité – la grammaire des trois dimensions réduites au nombre de deux par la photographie ; et enfin
6/ il respecte la continuité tridimensionnelle de l’espace réel (la situation des personnages dans [le décor] et leur relation les uns aux autres)... L’émotion, tout en haut de la liste, est le critère absolu. Si vous devez sacrifier un ou plusieurs de ces six éléments, vous devez le faire en partant du bas de la liste. »
Dans le premier plan, un geste est ébauché ; dans le plan suivant, filmé selon un autre axe de prise de vues ou selon une dimension différente (plus ou moins serrée sur le sujet), le geste se poursuit. Mais le raccord n’est pas mécanique, le montage « est l’outil qui permet de créer le temps et l’espace imaginaires du récit filmique, au moyen de coupures dans l’espace et dans le temps chaque fois que l’on crée un nouveau plan que l’on ajoute au précédent. »
Walter Murch évoque ce qu'il appelle poétiquement « la trace des yeux ». En effet, coller strictement bout à bout les deux plans où l’action est ébauchée puis poursuivie ne tient pas compte de ce morcellement tel qu'il est lu par le spectateur : « je me suis rapproché », ou « je me suis éloigné », ou « je me suis déplacé sur le côté », car c’est ainsi que son cerveau fonctionne, par l’illusion de mouvements qu’il a déjà éprouvés maintes fois dans sa vie. « Au cinéma, l’espace et le temps sont des notions relatives que l’on peut manipuler selon le sens que l’on veut donner aux séquences. Et l’outil de cette manipulation est le découpage en plans qui fabrique l’espace et le temps du récit… À chaque fois, l’espace est désigné par le temps qu’il faut pour le parcourir. »
Cette illusion d’un mouvement évoqué par la scène jouée est accompagnée implicitement d’un calcul du temps qu’il aurait fallu au spectateur pour « changer de place », comme le lui suggèrent les déplacements de la caméra (« la trace des yeux »). C’est pour cette raison que le spectateur, voyant deux plans raccordés exactement au même moment d’un geste, a l’impression d’un retour en arrière infinitésimal, ce que les monteurs qualifient de « raccord mou ». En réalité, il faut couper de l’espace – donc des photogrammes – pour que le spectateur n’aie pas l’illusion d’avoir pris le temps de se déplacer, alors que le découpage l’invite à penser que l’action répartie sur les deux plans consécutifs se déroule en un temps unique. Aussi les monteurs raccourcissent-ils le raccord entre les deux plans, en enlevant quatre, six ou huit images, ou plus, en fin du premier plan ou au début du second. Ainsi, ils font disparaître de l’espace (leur opération provoque en effet un faux raccord de mouvement si on regarde image par image, donc en supprimant le facteur temps) pour que le temps soit raccord et que le mouvement apparaisse comme fluide.

### Raccord plan sur plan,jump-cut

#### Trucage
En 1895, le réalisateur William Heise et Alfred Clark, scénariste, veulent reconstituer la décapitation de Marie Stuart, condamnée à mort pour trahison par sa cousine Élisabeth Ire d'Angleterre. Ce film, L'Exécution de Mary, reine des Écossais, dure moins d’une minute, comme tous les films de l’époque. William Heise a l’idée de procéder en deux temps, avec un plan interrompu en son milieu pour effectuer la substitution de la comédienne incarnant la reine déchue par un mannequin vêtu de la même robe et dont la tête était détachable au moment du coup de hache. Ce trucage, l’arrêt de caméra, sera repris par Georges Méliès et porté à un haut niveau de perfection. La substitution, ou l’apparition ou la disparition d’un personnage ou d’un accessoire, est l’effet recherché par ce trucage.

#### Le faux raccord
L’effet peut être amené involontairement par le montage, l’un derrière l’autre, de deux plans dont les décors sont identiques ou ressemblants et filmés selon un même axe et avec la même grosseur de cadre. Le spectateur risque de croire à une substitution « à la Méliès ». Il y a peu de solutions à ce type de faux raccord (jump cut), surtout si les plans décrivent une action continue. Le monteur peut proposer de supprimer l’un des deux plans, si la saute d’action ne rend pas le raccord incohérent. Il peut aussi faire modifier le cadrage d’un des plans par trucage en post-production (réduction optique analogique ou réduction numérique).
De même, un plan qui termine une séquence peut ressembler étrangement au plan suivant qui ouvre une nouvelle séquence. C’est le cas parfois lorsqu’une séquence intermédiaire a été supprimée, le réalisateur avait prévu dans son découpage des raccords qui ont disparu avec cette séquence tombée, un cut out. Cette fois, le spectateur risque de ne pas voir distinctement la rupture spatiale ou temporelle que sous-entend le passage d’une séquence à une autre.
Dans les deux cas, de tels raccords sont des erreurs, et le monteur se doit de trouver des solutions à ce type de faux raccord. Il peut choisir dans la gamme des fondus, ou des volets de transition. Le réalisateur peut aussi jouer avec le son, lancer au moment du raccord une musique qui soulignera le défaut tout en le camouflant, mais restera surtout logique d’un point de vue dramatique.

#### L’effet de style
Le raccord en plan sur plan est apparu comme effet de style avec Jean-Luc Godard dans À bout de souffle où le réalisateur « reprend la problématique des actions parallèles, qui est la base de la construction dramatique au cinéma, c’est-à-dire quand la réalité est morcelée dans son espace tout en gardant son unité narrative temporelle. Il veut prouver qu’il existe une problématique complémentaire, une façon de construire qui morcèle la réalité dans sa durée tout en lui gardant son unité narrative spatiale. Autrement dit, il démontre, par l’utilisation du plan sur plan, que l’ellipse spatiale est bien distincte de l’ellipse temporelle ».
En brisant le tabou qui faisait du plan sur plan une erreur de raccord, Godard a ouvert de nouvelles perspectives aux cinéastes des décennies suivantes. C’est ainsi que dans les plans-séquence, qui, en dilatant l’espace, apportent aussi un surplus de temps qui n’est pas toujours souhaitable pour la qualité de rythme du film, les monteurs taillent sans états d’âme. « Suivi au steadicam, un personnage s’avance dans la pièce, on raccourcit le travelling, le personnage semble faire un bond, on reprend le plan, on le raccourcit plus loin s’il le faut. Cela fait saut de puce, mais c’est efficace et on ne s’ennuie plus à traverser des espaces inutiles. Cette coupure dans le plan, sans arrêt de caméra mais par un effet de suppression spatiale au montage, qui n’agit que sur le temps, est tout un art, et nécessite un grand savoir-faire qui est en train de s’affirmer, quelques décennies après À bout de souffle ! »

### Verbe «raccorder»
La recherche du bon raccord a généralisé dans les salles de montage l’usage du verbe raccorder. Ainsi, tel plan « raccorde bien avec cet autre », ou le contraire : « ça raccorde mal ». Indépendamment d’un éventuel problème de raccord, le monteur doit « raccorder tel plan à tel autre », donc tout simplement le disposer à la suite de l’autre : « On met le plan moyen et on raccorde sur le gros plan ». Le mot même de raccord est parfois devenu synonyme de collure, de collant, notamment avec l’arrêt du montage sur pellicule photosensible, pour lequel le film était soit soudé à l’acétone (collure avec une colleuse - splicer) ou, depuis déjà quelques décennies, collé au ruban adhésif transparent. Cette technique muséologique est aujourd'hui abandonnée au profit du montage virtuel, partout utilisé de nos jours, y compris quand le tournage fait encore appel au « mode argentique », ou quand le support final est lui aussi argentique.